# Thiên văn học cực tím

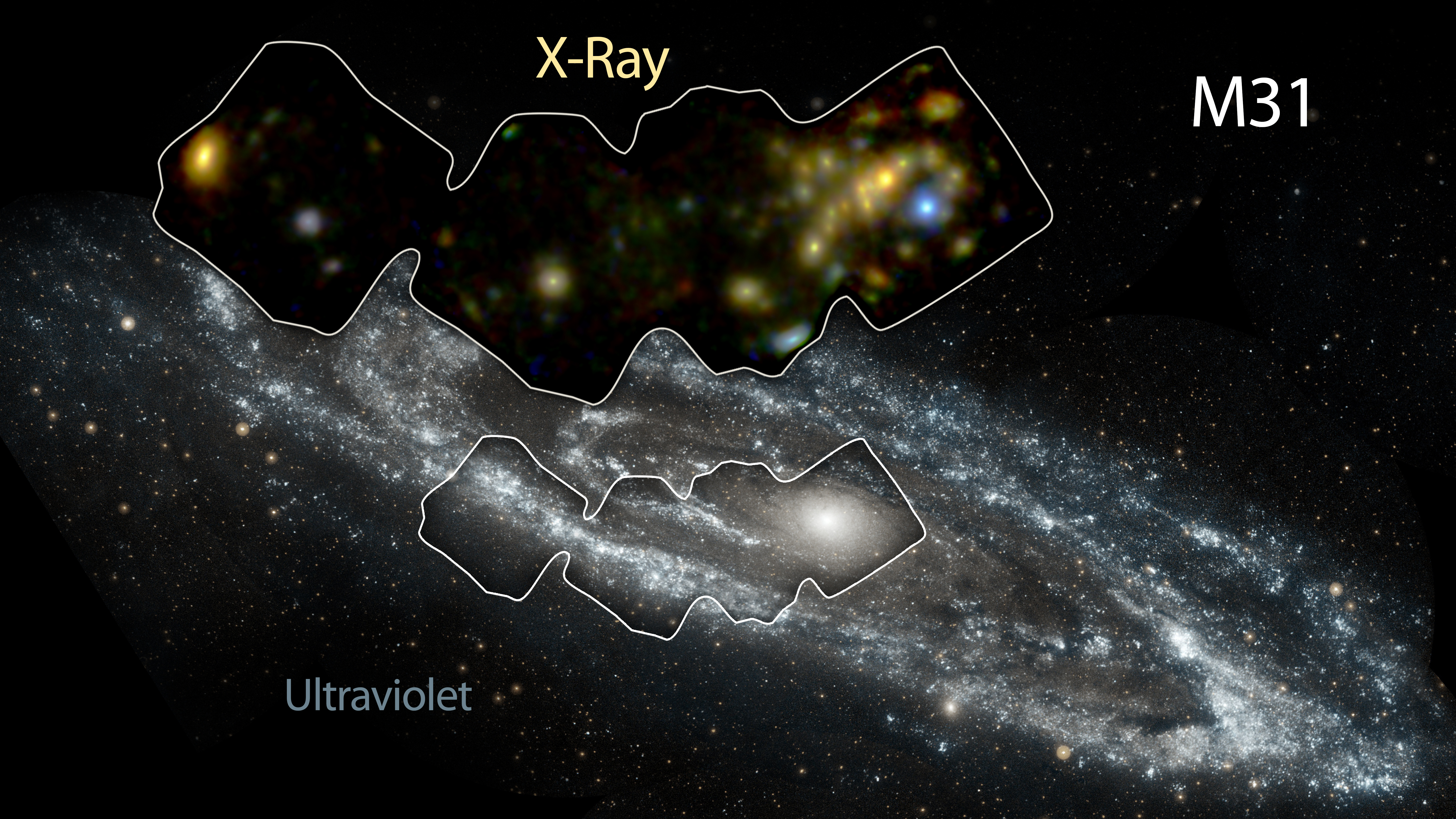
Thiên hà Andromeda quan sát bằng tia cực tím và tia X năng lượng cao, xuất ngày 5/01/2016.

Thiên văn học tử ngoại hay thiên văn học cực tím là một nhánh của thiên văn học và vật lý thiên văn, nghiên cứu các thiên thể có bức xạ tia cực tím (UV).
Bước sóng của tia cực tím có phạm vi 0,75-300 μm. Tia cực tím là bức xạ nằm ở giữa ánh sáng nhìn thấy có bước sóng trong khoảng 0,38-0,75 μm, và tia X có bước sóng dưới 10 nm. Tia cực tím bị không khí hấp thụ mạnh, nên các quan sát phải thực hiện trên tầng cao hoặc trên tàu vũ trụ.
Các phép đo quang phổ tử ngoại được sử dụng để phân biệt các thành phần hóa học, mật độ, và nhiệt độ của môi trường giữa các vì sao, và nhiệt độ và thành phần của các ngôi sao trẻ nóng. Quan sát tia cực tím cũng có thể cung cấp thông tin cần thiết về sự tiến hóa của các thiên hà.

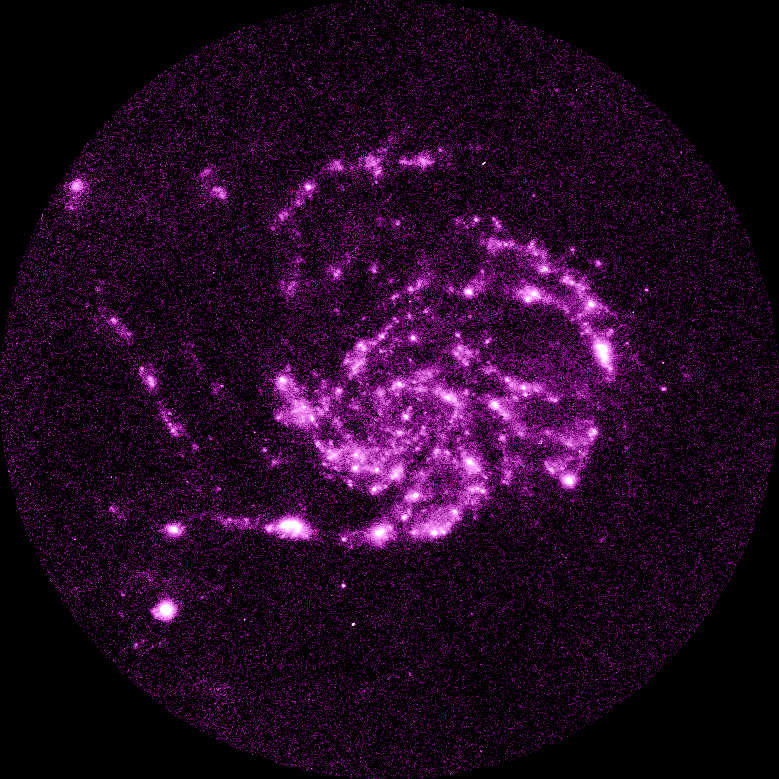
Hình do Astro 2 UIT chụp thiên hà Pinwheel (M101) ở tia cực tím.

## Các quan sát và thiết bị
- - Far Ultraviolet Camera/Spectrograph, trên Apollo 16 (April 1972)
- + ESRO - TD-1A (135-286 nm; 1972–74)
- - Orbiting Astronomical Observatory (#2:1968-73. #3:1972-81)
- - Orion 1 and Orion 2 Space Observatories (#1:1971; 200-380 nm spectra; #2:1973; 200-300 nm spectra)
- +  - Astronomical Netherlands Satellite (150-330 nm, 1974–76)
- + ESA - International Ultraviolet Explorer (115-320 nm spectra, 1978–96)
- - Astron (spacecraft) Astron-1 (1983–89; 150-350 nm)
- - Glazar 1 & 2 on Mir (in Kvant-1, 1987-2001)
- - Extreme Ultraviolet Explorer EUVE (7-76 nm, 1992-2001)
- - Far Ultraviolet Spectroscopic Explorer FUSE (90.5-119.5 nm, 1999-2007)
- + ESA - Extreme ultraviolet Imaging Telescope (on Solar and Heliospheric Observatory SOHO imaging sun at 17.1, 19.5, 28.4, and 30.4 nm)
- - GALEX (135-280 nm, 2003-2013)
- + ESA - Hubble Space Telescope (Hubble Space Telescope Imaging Spectrograph STIS 1997–115–1030 nm) (Hubble Wide Field Camera 3 WFC3 2009–200-1700 nm)
- - Swift Gamma-Ray Burst Mission (170–650 nm spectra, 2004--)
- - Hopkins Ultraviolet Telescope (flew in 1990 and 1995)
- - ROSAT XUV[2] (17-210eV) (30-6 nm, 1990-1999)
- - Public Telescope Public Telescope (PST)[3][4][5] (100-180 nm, Launch planned 2019)
- - Astrosat (130-530 nm, launched in September 2015)

Xem thêm List of space telescopes